# Casa Senyorial de Kalnmuiža
La Casa Senyorial de Kalnmuiža és una casa senyorial a la històrica regió de Curlàndia, al municipi de Saldus a l'oest de Letònia. El complex inclou un parc i edificis de la granja.

## Història
El conjunt senyorial està dividit en dues parts, la part d'entreteniment i la d'utilitat. L'àrea de serveis públics de la finca consta de casa, el graner, estables, la caseta de jardiner situada al jardí i un hivernacle. També hi ha una fàbrica de cervesa que es troba en un sector privat. El Baró Georg von der Recke nomenava la finca Beronhoff o Kalnmuiža (en letó: Kalnsētas).
La casa pairal actual va ser construïda en estil neoclàssic i es va acabar el 1874. Georg Friedrich von der Recke (fill) va heretar la propietat el 1900 i va mantenir la finca fins als primers anys de la República Independent de Letònia.